# Condado de Ringgold
El condado de Ringgold (en inglés: Ringgold County, Iowa), fundado en 1846, es uno de los 99 condados del estado estadounidense de Iowa. En el año 2000 tenía una población de 5469 habitantes con una densidad poblacional de 4 personas por km². La sede del condado es Mount Ayr. Lleva el nombre de Samuel Ringgold (soldado), un héroe de la batalla de Palo Alto que luchó en mayo de 1846, durante la Intervención estadounidense en México. Es uno de los 26 condados de Iowa, que tiene un nombre que no asuma ningún otro condado en Estados Unidos.

## Geografía
Según la Oficina del Censo, el condado tiene un área total de 1396 km² (539 mi²), de la cual 1393 km² (537,8 mi²) es tierra y 3 km² (1,2 mi²) es agua.

### Condados adyacentes
- Condado de Union norte
- Condado de Decatur este
- Condado de Harrison sureste
- Condado de Worth suroeste
- Condado de Taylor oeste

## Demografía
En el 2000 la renta per cápita promedia del condado era de $29 110, y el ingreso promedio para una familia era de $34 472. El ingreso per cápita para el condado era de $15 023. En 2000 los hombres tenían un ingreso per cápita de $24 583 contra $20 606 para las mujeres. Alrededor del 14.30% de la población estaba bajo el umbral de pobreza nacional.
| 1900   | 1910   | 1920   | 1930   | 1940   | 1950 | 1960 | 1970 | 1980 | 1990 | 2000 |
| ------ | ------ | ------ | ------ | ------ | ---- | ---- | ---- | ---- | ---- | ---- |
| 15 325 | 12 904 | 12 919 | 11 966 | 11 137 | 9528 | 7910 | 6373 | 6112 | 5420 | 5469 |

## Lugares

### Ciudades y pueblos
- Beaconsfield
- Benton
- Clearfield
- Delphos
- Diagonal
- Ellston
- Kellerton
- Maloy
- Mount Ayr
- Redding
- Tingley

### Comunidades no incorporadas
- Antreville
- Lake Secession

### Principales carreteras
- U.S. Highway 169
- Carretera de Iowa 2
- Carretera de Iowa 25